# OGNL
OGNL (англ. Object-Graph Navigation Language) — мову навігації по об'єктах-графам, мова виразів для маніпуляції з даними. 
Створено OGNL Technology як мова виразів (англ. Expression Language) для мови Java, який дозволяє маніпулювати властивостями (через JavaBeans методи setPropertyіgetProperty), і звертатися до методів класів Java. Також дозволяє маніпулювати масивами[джерело?]. 